# Necropsittacus rodricanus
Necropsittacus rodericanus е изчезнал вид птица от семейство Psittaculidae, единствен представител на род Necropsittacus.

## Разпространение
Видът е разпространен в Мавриций.